# Sånghöns
Sånghöns (Arborophila) är ett släkte med fåglar i familjen fasanfåglar inom ordningen hönsfåglar. Släktet omfattar 18 arter som förekommer från Himalaya till Taiwan och Java:
- Brunkronad sånghöna (A. torqueola)
- Sichuansånghöna (A. rufipectus)
- Sikkimsånghöna (A. mandellii)
- Vitpannad sånghöna (A. gingica)
- Roststrupig sånghöna (A. rufogularis)
- Rödnäbbad sånghöna (A. rubrirostris)
- Kardemummasånghöna (A. cambodiana)
- Hainansånghöna (A. ardens)
- Taiwansånghöna (A. crudigularis)
- Vitkindad sånghöna (A. atrogularis)
- Brunbröstad sånghöna (A. brunneopectus)
- Vietnamsånghöna (A. davidi)
- Borneosånghöna (A. hyperythra)
- Malackasånghöna (A. campbelli)
- Bataksånghöna (A. rolli)
- Sumatrasånghöna (A. sumatrana)
- Vitmaskad sånghöna (A. orientalis)
- Javasånghöna (A. javanica)

Traditionellt inkluderas även de två arterna grönfotshöna, malajhöna och sabahhöna i släktet, men genetiska studier visar att dessa ej är nära släkt och har därför brutits ut i ett eget släkte, Tropicoperdix.